# 4628 Laplace
För andra betydelser, se Laplace (olika betydelser).
4628 Laplace eller 1986 RU4 är en asteroid i huvudbältet som upptäcktes den 7 september 1986 av den belgiske astronomen Eric W. Elst vid Haute-Provence-observatoriet. Den är uppkallad efter Pierre Simon de Laplace.
Asteroiden har en diameter på ungefär 18 kilometer. Den tillhör asteroidgruppen Eunomia.